# Shamash
Utu
Shamash, aussi transcrit Šamaš, est le nom akkadien du dieu-Soleil dans le panthéon mésopotamien. Il correspond au sumérien Utu. Il occupe une petite position secondaire dans la hiérarchie divine par rapport au dieu Lune Sîn, considéré comme son père, et a un rôle effacé dans la mythologie, qui contraste avec la grande popularité dont il a bénéficié auprès des anciens Mésopotamiens comme l'atteste le fait que nombre d'entre eux ont porté un nom faisant référence à ce dieu.
Shamash était vu comme le garant de la justice. Tout comme le soleil disperse les ténèbres, il expose en pleine lumière le mal et l'injustice. Dans la mentalité mésopotamienne, cette fonction de justice a été mise en relation avec celle de guérison, vue comme la libération de l'emprise de maux injustement subis, ou encore avec la divination, Shamash éclairant les messages divins qui apparaissent dans les entrailles d'ovins, dans les rituels d'hépatoscopie très répandus en Mésopotamie ancienne. Il exerce également des fonctions semblables envers les défunts : selon la mythologie mésopotamienne le dieu-soleil se trouve dans le Monde souterrain, les Enfers, il intervient dans des exorcismes en lien avec des fantômes et dans des jugements de défunts. Tout cela lui vaut d'être célébré dans de nombreux hymnes et prières qui figurent parmi les plus belles pièces de la littérature mésopotamienne.

## Le dieu-Soleil
Shamash est le Soleil, c'est d'ailleurs le sens de son nom en akkadien, dérivé de šamšu(m) (terme issu d'une racine sémitique à rapprocher de l'hébreu שמש : šémeš, de l'arabe شمس : šams), qui signifie aussi « lumière solaire », « jour », « disque solaire » et peut servir d'épithète pour des rois ou des dieux (du type « Mon Soleil »). 
Il représente donc la lumière du soleil qui illumine la Terre chaque jour, ce que célèbre un passage du grand hymne qui lui est dédié, daté de la seconde moitié du IIe millénaire av. J.-C. et considéré comme un des chefs-d’œuvre de la littérature akkadienne :

« Ton lever glorieux illumine l'existence des hommes :
Tous se retournent vers Ton éclat merveilleux !
Tel un immense flamboiement, Tu illumines le Monde ...
Lorsque tu apparais, Shamash, les peuples se prosternent ;
Tous les gens, de partout, s'inclinent devant Toi !
Tu resplendis dans les ténèbres, et Tu tiens les rênes du Ciel !
Ta gloire a recouvert les monts les plus lointains,
Ton éclat a rempli la face de la Terre !
Juché sur les Montagnes, Tu inspectes le Monde :
Du Ciel, Tu tiens à bout de bras tous les pays.
Tu as en mains tout ce qu'a produit Ea, le Roi sage :
Tu prends soin de tous les habitants de la Terre,
Tu fais paître tous les êtres vivants sans exception !
Ici-haut et là-dessous, leur Berger unique, c'est Toi !
Tu ne cesses de traverser ponctuellement les cieux,
Chaque jour, tu parcours la Terre interminable ...
Tu passes sans arrêt la Mer, large et immense,
Dont les dieux célestes, eux-mêmes, ignorent le tréfonds,
Mais tes rayons, Shamash, descendent dans l'Abîme
Et les monstres marins contemplent ta lumière ! »

— Grand Hymne à Shamash, traduction de J. Bottéro.

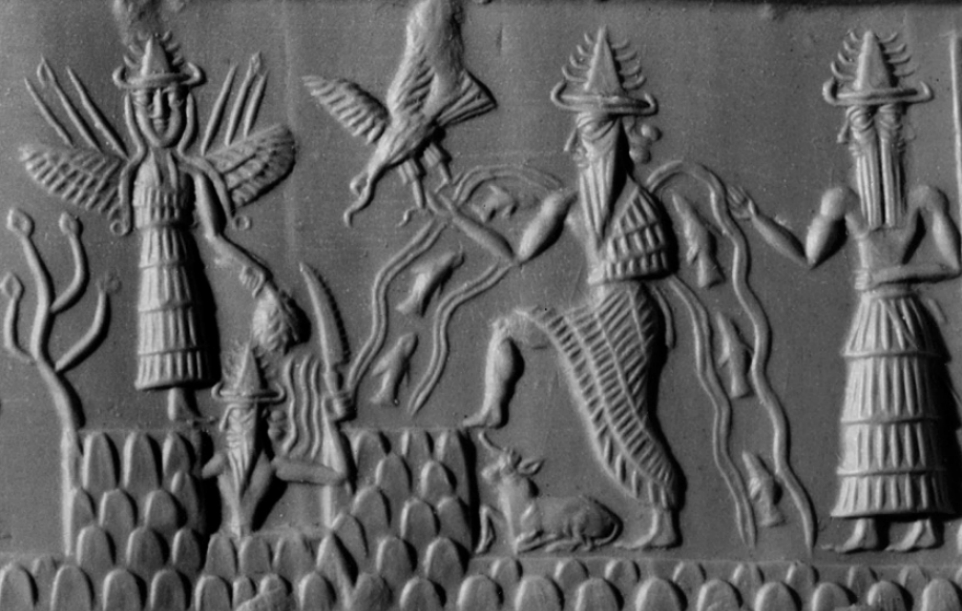
Empreinte de sceau-cylindre de la période d'Akkad figurant une scène de renouveau de la nature : le dieu Shamash est en bas en train de trancher les montagnes du levant avec sa scie ; à ses côtés, Ishtar (à gauche) et Ea (à droite avec son vizir Ushmu).

La célébration de ce dieu porte donc sur le fait que rien n'échappe à sa lumière, car il parcourt chaque jour la Terre. Selon la cosmologie mésopotamienne, la surface de la Terre est plane et finie, entourée par une mer puis des montagnes situées au bout du monde. Au matin, Shamash émerge depuis l'est, entre les montagnes du levant marquant la limite du monde, figurées couramment sur des sceaux-cylindres représentant Shamash par deux monts jumeaux entre lesquels passe le dieu, appelés Mashu dans l'Épopée de Gilgamesh, où ils sont gardés par un homme-scorpion, créature associée à Shamash. Dans l'écriture cunéiforme, le logogramme servant à désigner le dieu Shamash et le soleil, mais aussi le « jour » (ud/u4 ; ūmu(m) en akkadien), était d'ailleurs à l'origine un pictogramme représentant le soleil se levant entre deux collines.
Certains sceaux associent cette image à celle de deux divinités en train d'ouvrir des portes, ce qui trouve une explication dans plusieurs prières évoquant les portes du ciel que le dieu franchit chaque matin, même s'il est généralement expliqué qu'il les ouvre lui-même, parfois en débloquant leur verrou. Suivant certains textes, Shamash accomplit ces voyages de jour et de nuit sur un char conduit par son vizir Bunene.
Au soir, le soleil qui a traversé le ciel durant la journée se retrouve à l'extrémité ouest du monde où il franchit les monts du ponant puis les portes du ciel. Il semble que plusieurs croyances pouvant entrer en contradictions cohabitent sur ce qu'il faisait la nuit : certains textes indiquent qu'il rentrait dans sa résidence céleste (qui porte le nom de « Maison brillante », comme ses résidences terrestres), apparemment pour se reposer ; d'autres (dont le Grand Hymne à Shamash) semblent indiquer que le dieu passait ensuite sous la surface de la Terre, dans le Monde inférieur (les Enfers) où il rendait également la justice (avant de retourner se reposer au ciel si on veut établir une cohérence entre ces croyances). Ceci explique pourquoi le dieu solaire, même s'il apparaît aux vivants dans l'espace céleste, est également couramment associé aux Enfers, le monde souterrain, et exerce une autorité sur les morts, en particulier les spectres, notamment dans les rituels.
L'aspect voyageur du dieu solaire explique peut-être pourquoi lui a été associé un certain type de génie du folklore mésopotamien, l'« homme-bison » (kusarikku(m)), symbolisant les contrées lointaines et montagneuses que traverse Shamash. Dans les plus anciennes représentations le dieu est présenté comme combattant cette créature. Par la suite les hommes-bisons sont présentés comme serviteurs de Shamash, soutenant ses étendards ou son trône.
| |  |  |
| Le disque solaire comprenant une étoile, symbolisant le dieu Shamash, sur des bas-reliefs, et médaillons tel que cet exemple en fritte provenant de Suse (v. 1300-1100 av. J.-C.) et exposé au musée du Louvre. |  |  |

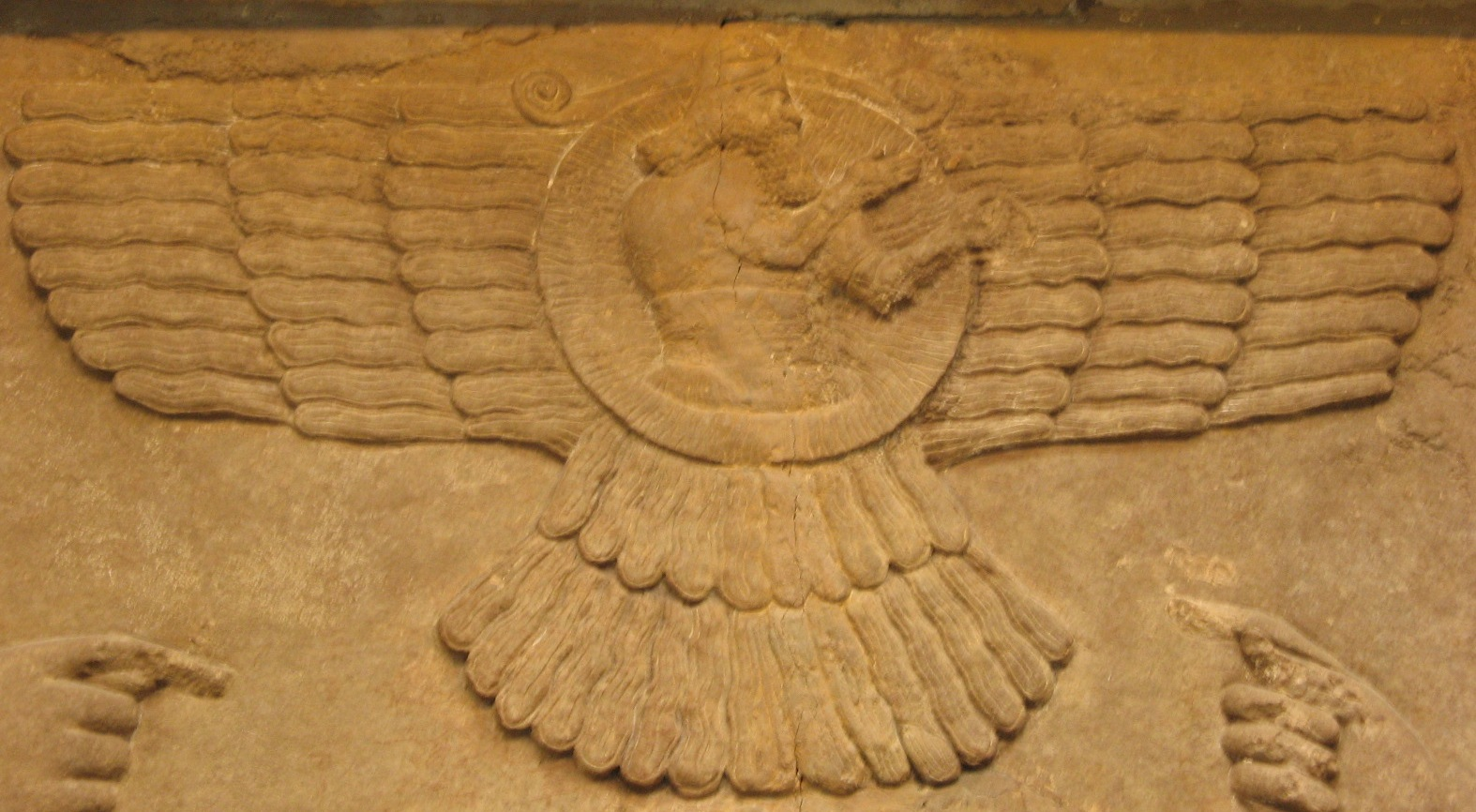
Représentation du disque solaire de Shamash, bas-relief assyrien du

Les symboles de Shamash sont associés à son rôle solaire. Il est souvent représenté avec des rayons solaires jaillissant par-dessus ses épaules, symbolisant la lumière qu'il dispense. Il est aussi représenté par le disque solaire comprenant une étoile à quatre branches d'où irradient des rayons de soleil. Plusieurs textes indiquent que des disques solaires (šamšu(m)) en or étaient voués par des fidèles au dieu Shamash (ainsi qu'à d'autres divinités), et un disque solaire (niphu) tel que figuré sur la « Tablette du Dieu-Soleil » joue un rôle dans le culte du dieu dans son temple de Sippar.
À partir de la seconde moitié du IIe millénaire av. J.-C., le disque solaire ailé apparaît dans le répertoire iconographique mésopotamien (en particulier assyrien) à partir de Syrie, peut-être depuis l'Égypte (avant d'être repris par les artistes de l'Empire achéménide pour représenter Ahura-Mazda). Il est souvent supporté par des créatures associées à Shamash, notamment des hommes-taureaux et des hommes-scorpions. Son autre attribut est une scie recourbée  (šaššâru(m)) à la signification indéterminée, qui semble lui servir à trancher les montagnes du levant quand il les franchit au matin sur les sceaux-cylindres, et est peut-être aussi liée à sa fonction de dieu de la justice (voir plus bas).
En tant que Dieu-Soleil, Shamash présente des similitudes avec les autres divinités solaires du Proche-Orient ancien, qui dans les textes cunéiformes sont d'ailleurs souvent désignées par le même logogramme que lui, UTU. Dans les pays sémitiques occidentaux (Syrie et Levant), le soleil est souvent une divinité féminine, comme la déesse Shapash à Ugarit (dont le nom est formé à partir de la même racine que celui de Shamash). Les Hittites et autres peuples anatoliens connaissaient des divinités solaires masculines et féminines, en particulier la Déesse-Soleil d'Arinna qui était au sommet du panthéon officiel hittite, ce qui est unique pour une divinité solaire du Proche-Orient ancien, encore que celle-ci soit particulière puisqu'elle présente des aspects chthoniens. La divinité solaire qui présente le plus de points communs avec le Dieu-Soleil mésopotamien est le dieu élamite Nahhunte, qui est lui aussi considéré comme le dieu de la justice.

## Une divinité majeure bénéfique aux humains
Dans la mythologie de la fin du IIIe millénaire av. J.-C., Utu/Shamash est vu comme le fils du Dieu-Lune Sîn et frère de la déesse Ishtar. Utu a pu avoir une place plus importante dans les temps archaïques, puisque plusieurs rois des premières dynasties sumériennes connues, en particulier à Uruk, semblent lui accorder une grande importance et un aspect royal et martial, avant qu'il n'ait été relégué à un rang secondaire sous la dynastie d'Akkad ; mais il occupe néanmoins une place importante dans la glyptique de cette période, apparaissant dans les scènes d'« épiphanie » symbolisant un renouveau de la nature et aussi dans des scènes de combat. 
Shamash conserve l'aspect d'un dieu profondément bénéfique aux hommes, prodiguant lumière et chaleur à tous, qui lui assure une grande popularité parmi les fidèles. Durant la première moitié du IIe millénaire av. J.-C. et après, il est une des figures les plus révérées du panthéon mésopotamien (sans jamais être vu comme une divinité de premier rang dans les théologies officielles), ce qui est peut-être lié à l'émergence d'une piété plus personnelle mettant en avant les dieux intercesseurs que l'on pouvait approcher par des prières. Dans la mythologie, il a d'ailleurs souvent cette fonction d'appui à des dieux et des héros en difficulté : il aide Dumuzi à échapper à des démons le poursuivant dans la Descente d'Ishtar aux Enfers en le transformant ; il appuie Gilgamesh dans son combat contre le démon Humbaba ; dans le Mythe d'Etana, il vient au secours du héros éponyme et de l'aigle qui l'assiste.

## Le dieu de la justice et de l'équité

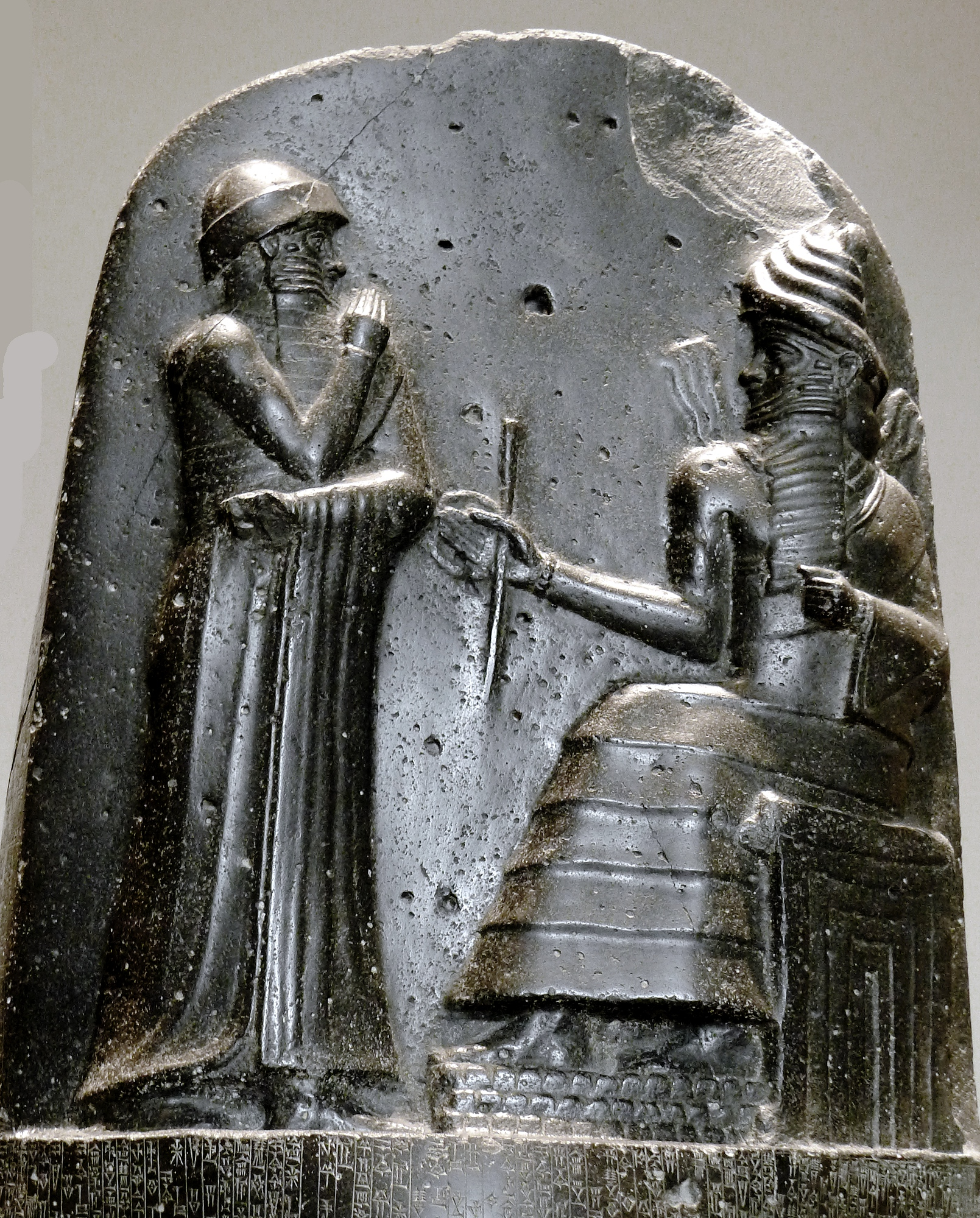
Bas-relief représentant Shamash assis sur un trône avec des rayons solaires jaillissant au-dessus de ses épaules, face au roi Hammurabi en position de révérence, stèle du Code de Hammurabi, c. 1750 av. J.-C. Musée du Louvre.

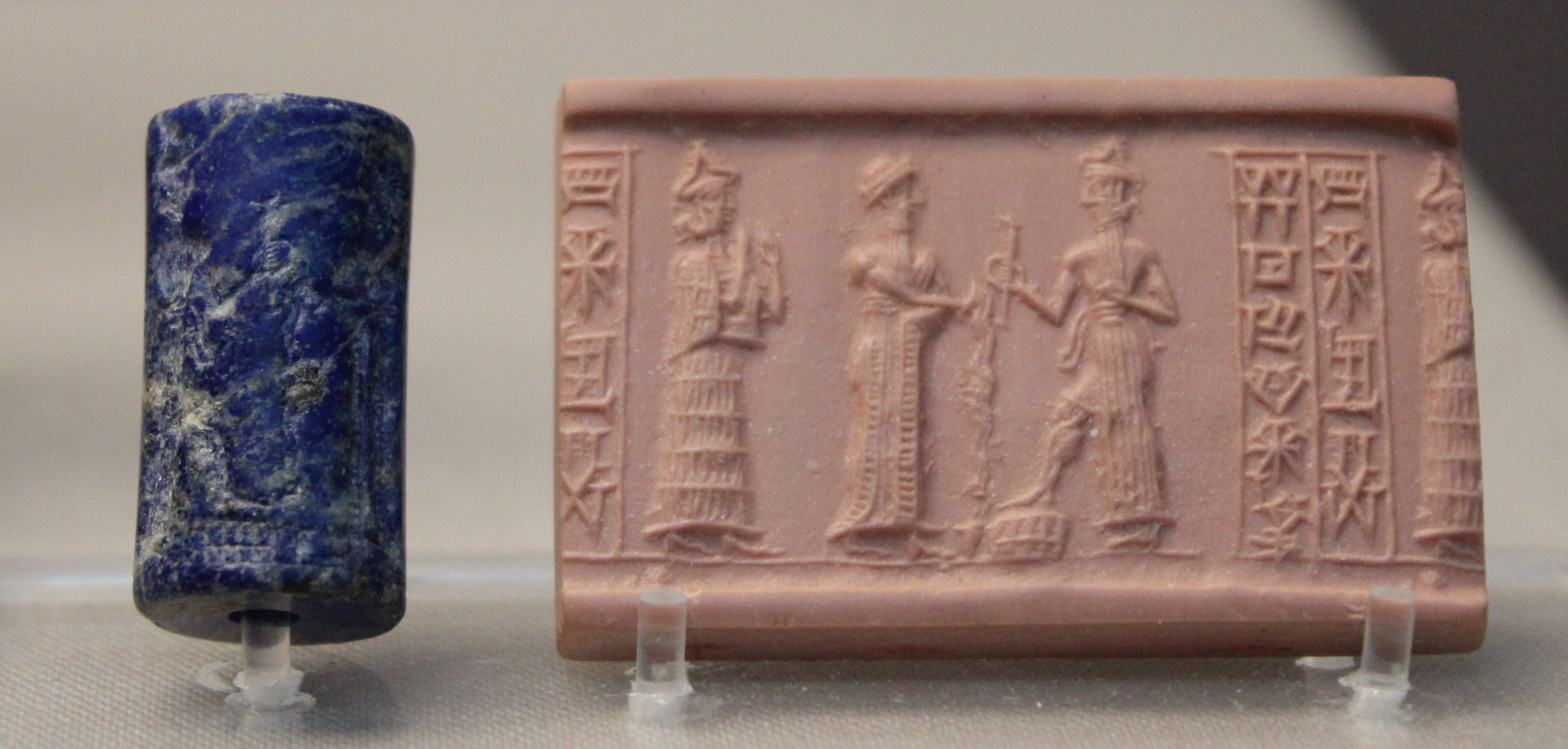
Sceau-cylindre avec impression, représentant un roi versant une libation devant Shamash, qui tient l'anneau et le bâton symbolisant l'équité. Ur, v. 1900 av. J.-C. British Museum.

Shamash éclaire tout et voit tout, personne ne pouvant lui cacher quoi que ce soit. Cette capacité à débusquer le mensonge est sans doute à l'origine de son rôle de dieu garant de la justice et de l'équité. 
Ce rôle est bien illustré dans le Code de Hammurabi, dont la stèle était vraisemblablement conservée à Sippar dans le temple de Shamash à l'origine, et dont l'épilogue proclame que le Dieu-Soleil est le « grand juge du ciel et de la terre », celui qui a permis au roi d'avoir un grand sens de la justice et de l'équité et de proclamer des décisions justes. Son bas-relief représente le dieu face au roi sur la stèle du Code, lui transmettant l'anneau et le bâton, généralement interprétés comme des instruments de mesure (utilisés pour calculer la surface des champs ou établir les fondations de bâtiments), symbolisant la capacité à établir des mesures justes ou bien à tracer des segments droits, et donc à rendre une bonne justice. Le dieu est souvent représenté comme leur détenteur (mais d'autres dieux comme Sîn et Ishtar également), en particulier quand il fait face à un roi, comme sur la « Tablette du Dieu-Soleil » retrouvée dans son temple de Sippar, autre bas-relief remarquable figurant le dieu et ses symboles. Cette capacité à établir des partages équitables se voit aussi dans le mythe d'Enki et l'ordre du monde, dans lequel le Dieu-Soleil figure parmi les divinités liées à l'agriculture en tant que garant d'un découpage et d'une répartition justes des terres agricoles. Parmi ses autres attributs permettant les justes mesures se trouvent le poids (abnum) et le grand boulier (nikkassū rabûtum). Ses armes divines interviennent dans des procès à l'époque paléo-babylonienne, lorsque la garantie divine est jugée nécessaire, notamment lors de la prestation de serments : la scie šaššâru(m), le filet saparrum (qui s'abat sur le parjure), la hache paštum et le piège huhârum.
Dans cette fonction, Shamash est associé à des divinités personnifiant la justice et l'équité, Kittu et Misharu, qui sont en fait deux conceptions de la « justice » divinisées, dont le sens exact est débattu : selon D. Charpin, kittum serait la justice en tant que garante de l'ordre établi (le terme dérive de la racine signifiant l'idée de stabilité, et peut aussi renvoyer à la notion de loyauté), et mišarum la justice en tant que restauration de l'équité (celle qui redresse des situations injustes, comme l'endettement jugé inique). Lui est aussi associé le dieu Dayyanu (le « Juge »). 
Le  Grand Hymne à Shamash déjà évoqué explicite ce rôle de dieu de la justice, garant des bonnes décisions de justice et des comportements équitables, et châtiant les comportements injustes et malhonnêtes :

« De celui qui trame un méfait tu émousses les cornes ;
De l'agent d'affaires intrigant est muté le bien-fonds
Tu fais voir la détention au juge malhonnête,
À celui qui accepte un présent mais juge injustement tu fais subir un châtiment.
Celui qui n'accepte pas de présent, défend la cause du faible
Est agréable à Shamash, il accroîtra sa vie.
Le juge consciencieux, qui rend un juste jugement,
Contrôle le palais, sa demeure est la demeure des princes. »

— Grand Hymne à Shamash, traduction de M.-J. Seux.
De là découlent d'autres rôles de Shamash, qui en font un dieu important dans plusieurs aspects de la vie juridique. Il est ainsi le dieu des contrats, et le garant des échanges équitables, un passage de l'Hymne à Shamash semblant impliquer que ce dieu soit celui qui récompense les marchands audacieux en leur permettant de faire du profit, et punit ceux faisant des affaires mal jugées par la morale du temps (dont au moins certaines formes d'usure brutales). Les temples de Shamash du début du IIe millénaire av. J.-C. sont d'ailleurs des prêteurs importants, pratiquant un taux d'intérêt annuel de 20 % appelé « taux de Shamash », et à la suite des propositions de R. Harris il est souvent considéré que ce soit un taux favorable à ses bénéficiaires (les taux d'intérêt privés étaient souvent autour de 33 % s'ils étaient en grains mais pouvaient être plus faibles s'ils étaient en l'argent), en lien avec le rôle justicier de Shamash. Mais il a été objecté à cela que cette fonction de prêteur n'est pas propre aux temples du Dieu-Soleil. 
La fonction de garant de la justice de Shamash se retrouve également dans son rôle de garant des serments, qu'il partage avec le Adad le dieu de l'Orage, ce qui leur vaut par exemple d'être parmi les divinités évoquées en premier parmi les garants des traités de paix passés par les rois. Il est aussi invoqué dans les serments en cas de litiges. Les prestations de serments devaient alors être effectuées devant ses armes divines dans son temple.
Une incantation en sumérien invoquant Utu pour repousser des fantômes fait également du dieu solaire un juge des défunts lorsqu'ils entrent aux Enfers. Chaque spectre passe alors devant lui et tombe dans une de ces trois catégories, du meilleur au pire : les hommes bons dont les descendants perpétuent le nom par un culte funéraire et qui jouissent d'une bonne condition dans la mort ; les hommes qui ont commis une forme de sacrilège envers leur fils, qui peuvent tourmenter les vivants mais ont un espoir de rédemption par le rétablissement de leur culte funéraire ; les hommes qui ont fait du mal à leur fils, au-delà de ce qui peut être pardonné par les dieux, qui ne reçoivent pas de culte, leur nom étant alors voué à l'oubli et leur fantôme condamné à errer sans fin. Ces jugements ne reposent pas sur les notions morales de bienfaits ou de méfaits, mais sur le comportement entre père et fils, donc sur le respect de la famille et du lignage.

## Un dieu des conjurations et de la divination

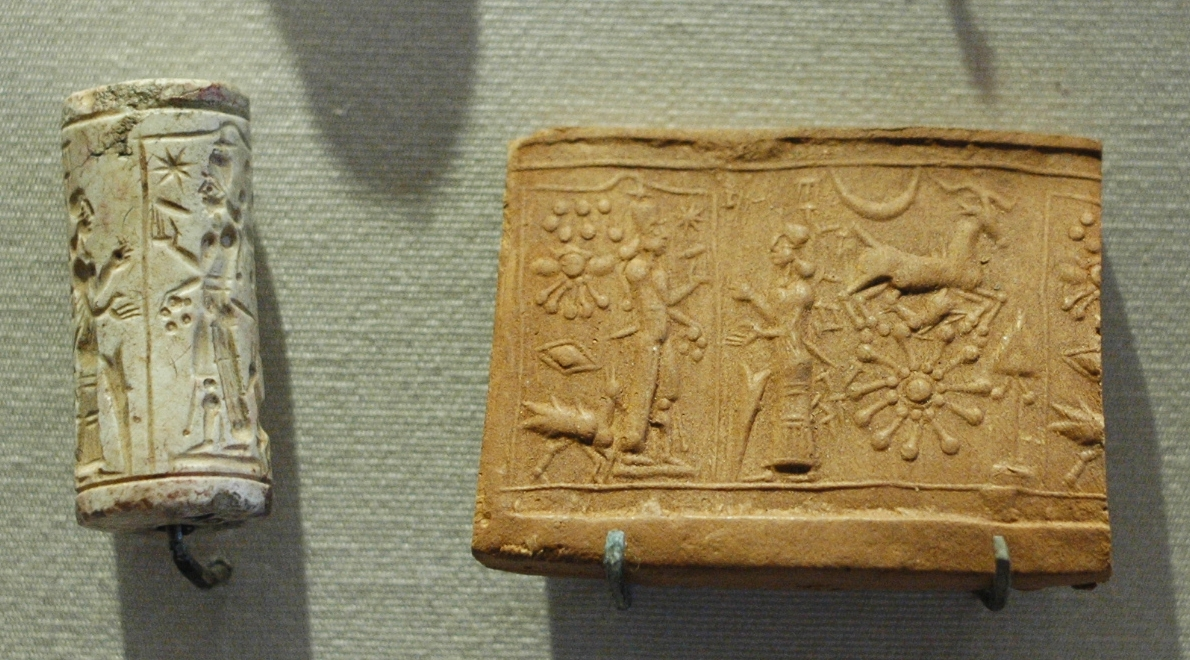
Le dieu Shamash, à gauche dans un sanctuaire stylisé, face à un dévot. Sceau-cylindre néo-assyrien (v. 900-600 av. J.-C.) et son impression, musée du Louvre.

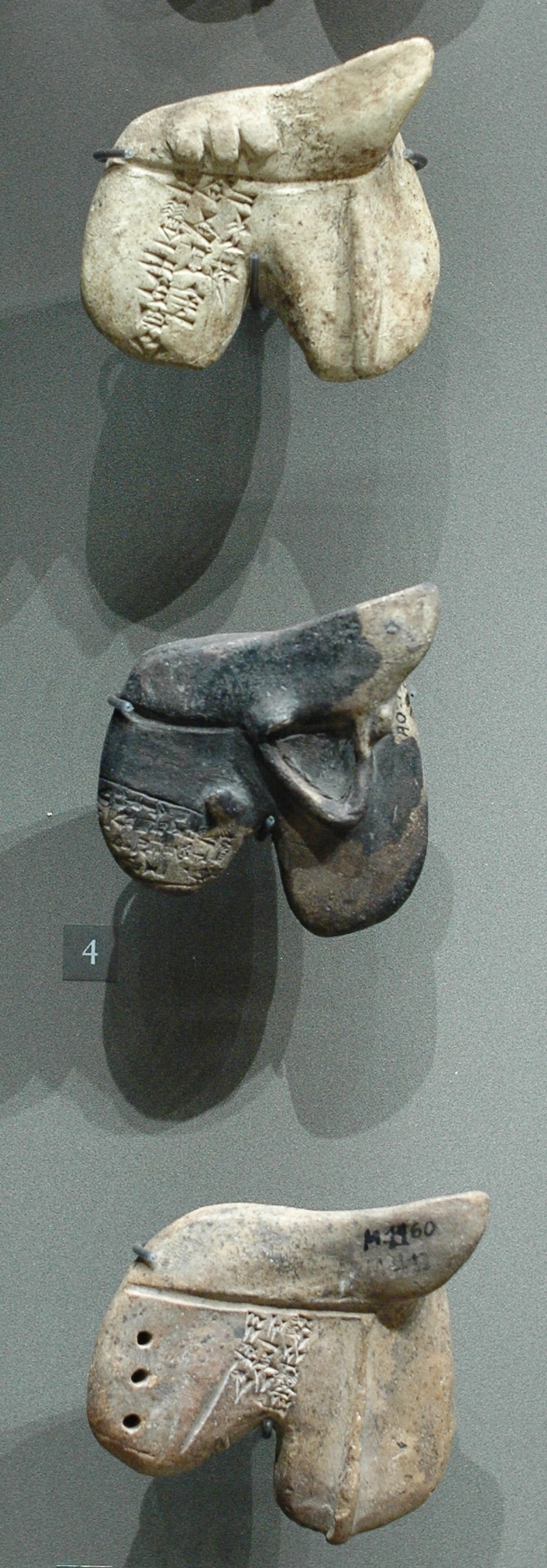
Maquettes de foies d'animaux servant à l'exercice de l'hépatoscopie,, Mari, Musée du Louvre.

Garant de la justice entre les hommes, Shamash est également le juge des litiges entre les hommes et les forces surnaturelles, celui qui aide à triompher la justice dans les actes d'exorcisme. Avec les dieux de l'exorcisme Ea et Marduk/Asarluhi, il est donc couramment invoqué dans les rituels conjuratoires, pour repousser des démons, des malédictions, des sortilèges lancés par des sorciers, apaiser des divinités. Il s'agit alors de prières ayant aussi une fonction d'incantation. Shamash est loué, souvent aux côtés de ses assistants (sa parèdre Aya, son vizir Bunene, et Kittu et Misharu), puis on évoque le but dans lequel il est appelé et les personnes qu'il doit aider. 
Par exemple, un rituel de dissolution d'un maléfice (du type appelé namburbû) devait être réalisé lorsqu'un nourrisson humain ou animal malformé (izbu) venait au jour (ou était mort-né) dans une maisonnée, car c'était un mauvais présage dont il fallait annuler l'effet. Le maître de maisonnée faisait alors appel à un exorciste (ašipu) qui préparait un espace rituel au bord d'une rivière, puis l'intéressé à genoux invoquait le dieu Shamash dans une prière incantatoire qu'il devait répéter trois fois :

« Ô Shamash, Juge du ciel et de la terre, Seigneur du droit et de l'équité, Régisseur des régions de là-haut et d'ici-bas ! Ô Shamash, il est en ton pouvoir de rendre la vie au mourant, de délivrer le prisonnier ! Ô Shamash, je suis venu jusqu'à toi ! Ô Shamash, je t'ai recherché ! Ô Shamash, je me suis tourné vers toi ! Du malheur (à provenir) de ce produit-malformé écarte-moi : qu'il ne m'atteigne pas ! Que ce malheur s'enfuie loin de moi-même, pour que jour-après-jour je te bénisse et que ceux qui me contemplent (ainsi délivré par toi) célèbrent à jamais tes louanges ! »

Shamash est donc invoqué en tant que juge, comme s'il devait trancher une affaire entre la personne menacée de malédiction et celle-ci, et devait rétablir la justice par la libération du malheureux. Ensuite intervenait une invocation à la rivière divinisée, puis le corps malformé était jeté à l'eau dans un rituel d'expulsion du mal, et enfin la personne touchée par la malédiction devait porter un collier protecteur pendant une semaine par précaution pour éviter que le malheur ne revienne.
Le dieu solaire joue en particulier un rôle dans les incantations visant à repousser les fantômes malveillants qui tourmentaient les vivants. Il est la divinité la plus invoquée dans les prières accompagnant ces rituels. Cela renvoie à son rôle en tant que divinité infernale, lié à son passage sous la Terre durant la nuit, et également à son rôle de dieu de la justice, qui tranche les litiges entre les vivants et les morts.
Shamash est également le dieu invoqué dans les procédures de divination par lecture des viscères et des foies d'agneaux ou de béliers (extispicine et hépatoscopie). Il est alors invoqué (souvent aux côtés d'Adad) et questionné au moment où le devin s'apprête à ouvrir les entrailles de l'animal sacrifié pour y lire la réponse que le dieu y aura placé à la suite de la demande formulée et faire en sorte que le devin puisse bien l'interpréter. Cette procédure de questionnement et la réponse sont désignées par le terme tāmītu. Ces rituels sont courants à la cour assyrienne au VIIe siècle av. J.-C., où ils sont attestés par de nombreux exemples. Ils sont notamment relatifs à des événements militaires importants (en particulier les risques de rébellion et d'invasions), la nomination de hauts dignitaires et de prêtres, la santé du roi et d'autres personnages importants et d'autres actes importants, la religion et le culte, ou encore les événements diplomatiques comme dans le cas qui suit portant plus précisément sur la sincérité d'un roi étranger proposant un traité de paix :

« Shamash, grand seigneur, [donne moi une réponse ferme et positive] à ce que je te demande ! Si Urtaku, roi d'Élam, a envoyé [une proposition pour faire la paix] à Assarhaddon, roi d'Assyrie, [a-t-il honnêtement envoyé] des mots vrais et sincères de ré[conciliation à Assarhaddon, roi d'Assyrie ?] Sois présent dans ce bélier, [place une réponse ferme et positive, des desseins favorables], des présages favorables et propices, par le commandement oraculaire de ta grande divinité, et que je puisse les voir. »

— Oracle pour le roi Assarhaddon, c. 674 av. J.-C.

## Les sanctuaires de Shamash

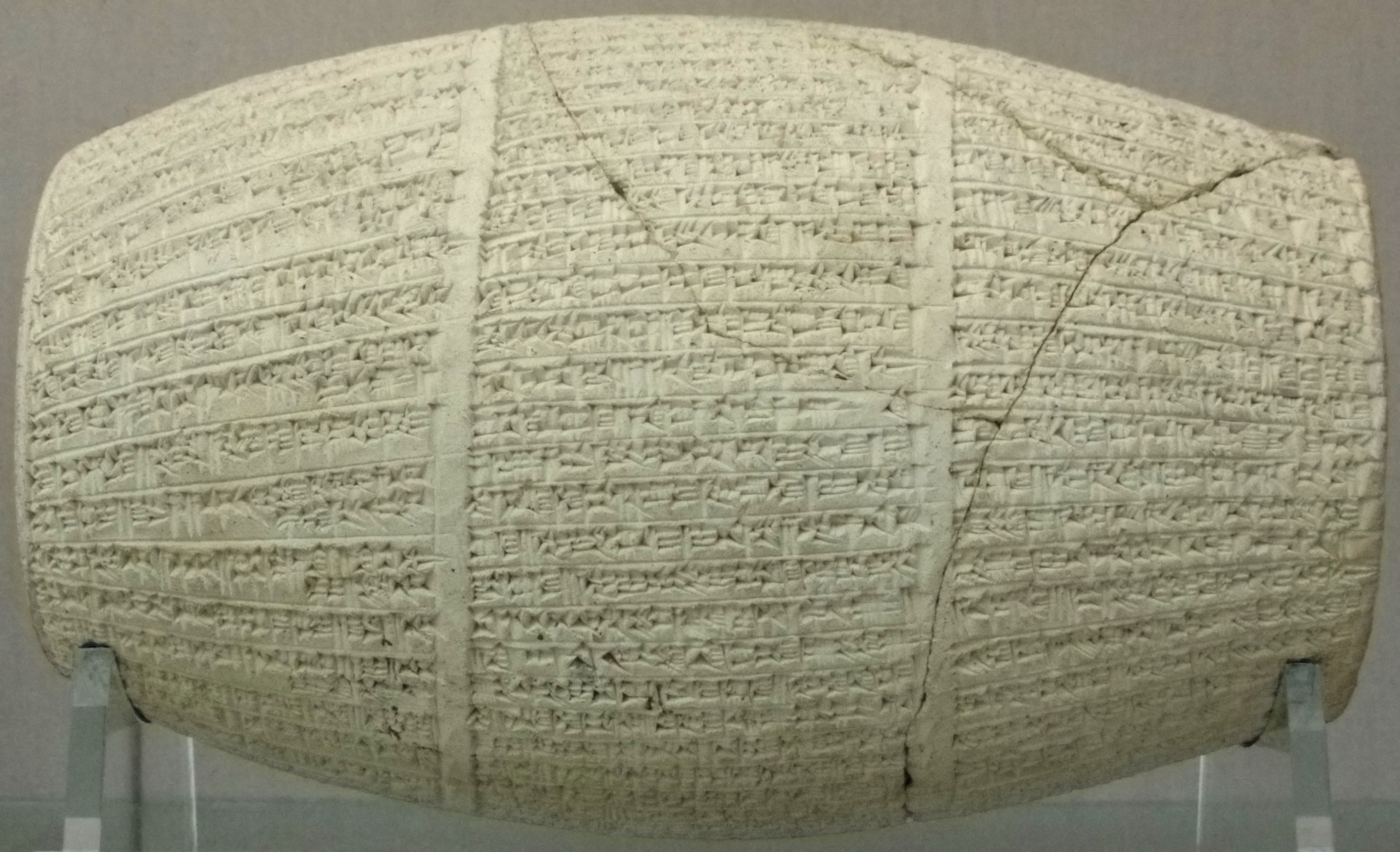
Cylindre en argile commémorant la restauration de plusieurs temples par le roi babylonien Nabonide (556-539 av. J.-C.), en particulier celui de Shamash à Sippar où il a été mis au jour. British Museum.

Le dieu-Soleil était la divinité tutélaire de deux des villes les plus importantes de Basse Mésopotamie, Larsa et Sippar. Chacune d'elles disposait de son grand temple, nommé dans les deux cas é-babbar, ce qui signifie en sumérien « Maison brillante ». Un troisième temple portant ce nom est attesté à Assur, mais de moindre importance. Les deux grands temples de Shamash ont été dégagés lors de fouilles et ont révélé à chaque fois un complexe monumental majeur, organisé autour du grand temple du dieu et de plusieurs cours, et dominés par une ziggurat. Ils ont eu cet aspect à la suite d'une longue série de constructions, restaurations et réaménagements, notamment à la période néo-babylonienne sous les règnes de Nabuchodonosor II et Nabonide. L'Ebabbar de Larsa a connu un essor à la fin du IIIe millénaire av. J.-C. durant les dynasties d'Akkad et Ur III, avant d'être agrandi et entretenu par les rois de la puissante dynastie de Larsa puis leurs successeurs babyloniens durant les premiers siècles du IIe millénaire av. J.-C., qui correspondent à la phase d'essor du culte de Shamash. Il est ensuite restauré par des rois kassites puis assyriens et les derniers grands souverains de Babylone qui ont également entrepris des travaux à Sippar. Ce complexe religieux avait une organisation originale, étant constitué d'un alignement de bâtiments et de cours d'orientation sud-ouest/nord-est sur plus de 300 mètres, le temple se trouvant à un bout et la cour de la ziggurat à l'autre. L'Ebabbar de Sippar, dont une surface moindre a été dégagée, apparaît comme un complexe plus tassé, le temple de plan tripartite jouxtant la ziggurat. S'y trouvait la cella abritant la statue de culte du dieu Shamash, bordée par les chapelles de sa parèdre Aya et de son vizir Bunene.
Ces deux sanctuaires ont été d'importants centres religieux mais aussi, comme c'était la règle en Mésopotamie, d'importantes unités économiques disposant de vastes domaines et gérées par une administration propre. De fait, les nombreuses archives qui y ont été exhumées documentent surtout la vie économique et sociale de ces temples et des villes où ils se trouvent. Le clergé de Shamash est donc surtout connu dans ses activités économiques, en particulier par les tablettes retrouvées à Sippar. À la période paléo-babylonienne (XVIIIe et XVIIe siècles av. J.-C.), ses administrateurs, en particulier le šangum, sont des personnages importants de la ville. Les autres prêtres importants sont des purificateurs, des chantres et des prébendiers disposant de charges du culte qu'ils accomplissent de façon cyclique. Cette période est marquée par la présence d'un groupe particulier de religieuses, appelées nadītum, qui résident en communauté dans un secteur proche du temple, peut-être le quartier tassé disposant de petites unités qui a été dégagé à côté du temple, appelé gagûm par les textes. Elles étaient vouées par leurs familles au dieu Shamash, et elles sont présentées comme étant ses kallatum (terme au sens flou : « fiancée » ou « belle-fille »). Elles n'avaient pas le droit de se marier ni d'enfanter, mais pouvaient mener des affaires qui sont bien documentées. Plusieurs d'entre elles étaient richement dotées, car issues de riches familles et parfois même de familles royales. Leur rôle cultuel est en revanche très effacé voire inexistant. L'autre époque durant laquelle l'activité de ce temple est bien documentée est la période néo-babylonienne (c. 600-480 av. J.-C.), durant laquelle le personnel cultuel, alors désigné collectivement comme erīb bīti (ceux qui ont le droit de rentrer dans la zone sacrée du temple), comprend toujours de nombreux prébendiers, et est dirigé par un grand prêtre portant le titre de « Grand frère » (ahu rabū) qui préside le collège (kiništu) des prêtres. Ce même temple est alors un lieu de savoir important, comme l'atteste l'impressionnante découverte d'une bibliothèque dans une partie de l'édifice en 1985 par des archéologues irakiens, comprenant des rituels religieux, des hymnes, des prières et des listes lexicales servant pour la formation et l'exercice du métier des prêtres du temple, mais aussi quelques œuvres « littéraires » (ainsi Atrahasis et l'Épopée de la Création) et des copies de vieilles inscriptions royales.

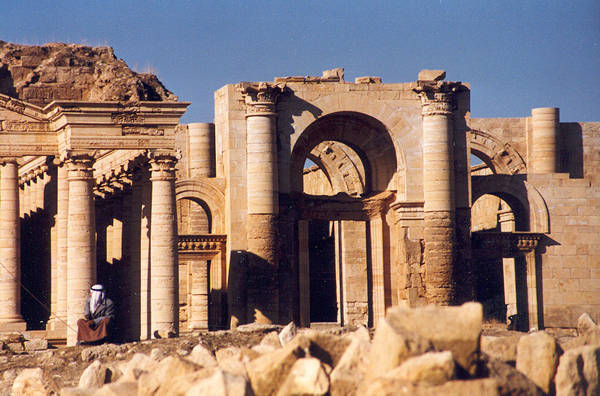
L'enclos du dieu-Soleil, au centre de la cité de Hatra.

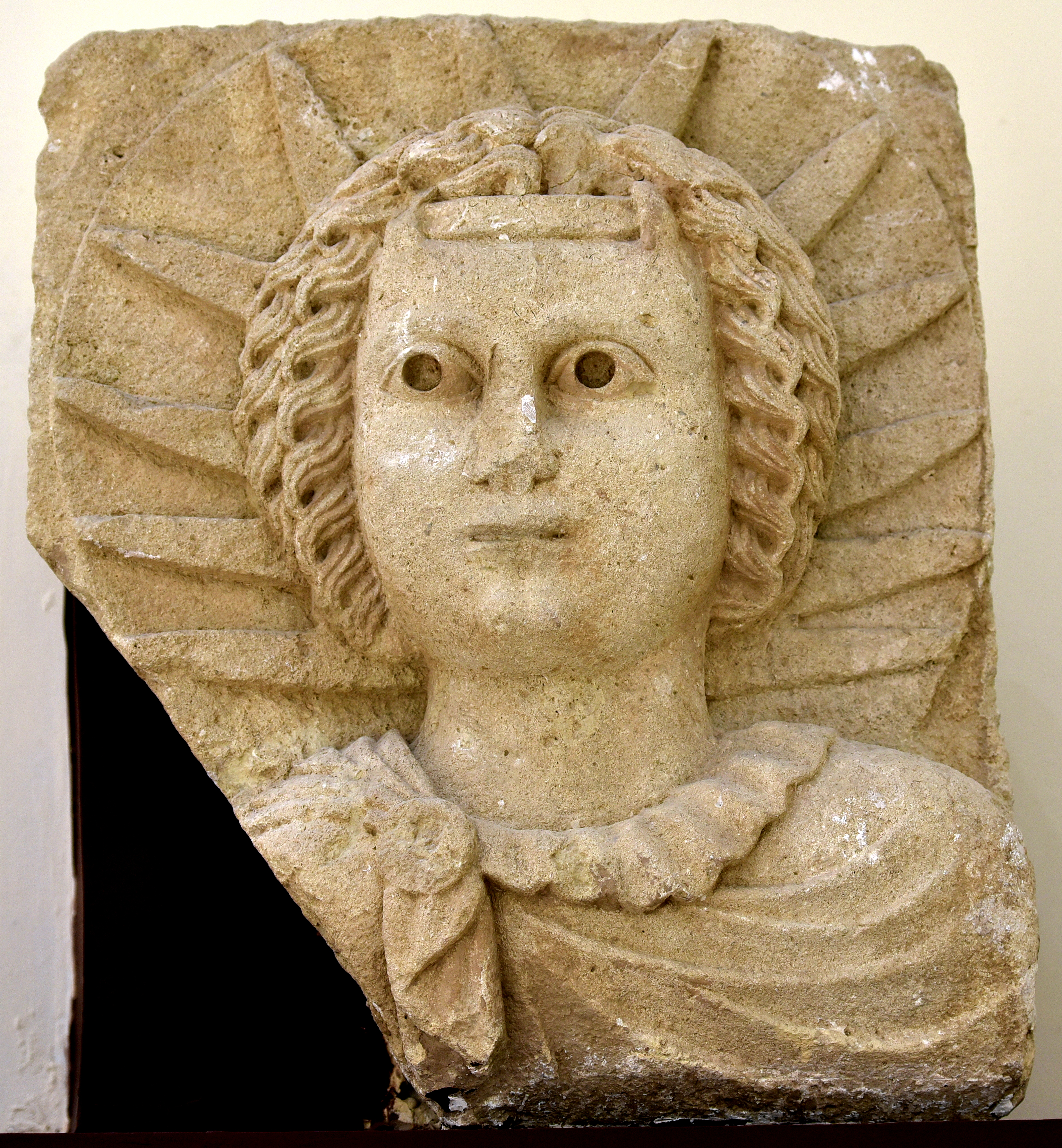
Représentation de Shamash venant de Hatra, s. Musée national d'Irak.

Le culte des grands sanctuaires de Larsa et Sippar s'éteint entre le IVe siècle av. J.-C. et le IIe siècle av. J.-C. avec l'effacement des anciennes traditions religieuses mésopotamiennes et des structures qui assuraient leur pérennité. Durant les trois premiers siècles de notre ère, le culte de Shamash connaît néanmoins un dernier essor plus au nord, dans la ville de Hatra dont le dieu-Soleil est la divinité tutélaire. Dans les inscriptions en alphabet araméen qui y ont été mises au jour, son nom y apparaît sous la forme šmš (cette écriture ne notant pas les voyelles comme les autres alphabets sémitiques), et est souvent appelé par l'épithète Maran, « Notre maître », et de nombreuses personnes portent un nom composé à partir de celui de ce dieu. Celui-ci présente alors des particularités par rapport au dieu-Soleil de la tradition ancienne puisque sa parèdre est alors la déesse appelée Martan, « Notre maîtresse » (qui ne semble pas correspondre à Aya même si son identité exacte reste indéterminée), et que son animal-attribut est l'aigle (Nishra). Dans les inscriptions locales en alphabet romain, il est assimilé au Sol Invictus par des soldats de la légion stationnant dans la ville durant la première moitié du IIIe siècle. La religion de Hatra est en effet marquée par un puissant syncrétisme, mêlant les anciennes traditions mésopotamiennes à des influences araméennes, arabes, helléniques et romaines. Shamash dispose d'un temple dans la partie centrale de la ville, qui est un vaste sanctuaire enclos dans une muraille, et témoigne là aussi de fortes influences gréco-romaines.